# 小商桥
33°43′06″N 113°57′42″E / 33.71833°N 113.96167°E
小商桥位于中国河南省临颍县皇帝庙乡商桥村，是一座石拱桥，又俗称“隋拱桥”。2001年被列为第五批全国重点文物保护单位。
据《临颍县志》记载：“小商桥在县南二十五里颍水之上，隋开皇四年建，元大德间重修。”小商桥南北走向，跨于小商河（古颍河）上，始建于隋开皇四年，早于赵州桥，宋代大修，元大德年间重修，明正德年间再次整修，清康熙十四年（1675年）僧禄募修，1994年至1995年，中国文物局拨款100万元对该拱桥进行大修。该桥为坦拱敞肩石桥，其建筑风格属北宋早期。小商桥采用红砂岩砌成，桥长20.87米，宽6.67米，高4米，仅有一个主拱，净跨11.6米，矢高2.13米，矢跨比为1：5，拱券面厚0.65米；两侧各有一个小拱，净跨2.13米，矢高1.2米，两岩小拱脚间距20.2米。主孔每块拱石间均有咬铁连接。券面石浮雕有天马、狮子、莲花和几何图案。拱之上端置有螭，首东尾西，伸出桥身。桥墩下部四角有高浮雕金刚力士像，双肩扛拱，双手上托，大小一尺左右。